# Фердинанд Альбрехт I Брауншвейг-Вольфенбюттель-Бевернский
Фердинанд Альбрехт I Брауншвейг-Вольфенбюттель-Бевернский (нем. Ferdinand Albrecht I. von Braunschweig-Wolfenbüttel-Bevern; 22 мая 1636, Брауншвейг — 23 апреля 1687, Беверн) — герцог Брауншвейг-Вольфенбюттель-Беверна из дома Вельфов.

## Биография
Герцог Фердинанд Альбрехт I — четвёртый сын герцога Августа Младшего (1579—1666), герцога Брауншвейг-Вольфенбюттеля, и его третьей супруги Елизаветы Софии Мекленбургской (1613—1676). Его учителями были Юстус Георг Шоттелиус и поэт Зигмунд фон Биркен.
После жёстких дискуссий по поводу наследства в 1667 году герцог Фердинанд Альбрехт I получил Бевернский дворец, ежегодный апанаж и право на резиденцию, за что он подписал отказ от всех претензий на власть в княжестве Брауншвейг-Вольфенбюттель. В 1673 году Фердинанд Альбрехт был принят в члены Плодоносного общества.

## Потомки
В 31 год Фердинанд Альбрехт женился 26 ноября 1667 года на принцессе Кристине Гессен-Эшвегской (1648—1702), дочери Фридриха Гессен-Эшвегского и Элеоноры Екатерины Пфальц-Цвейбрюкен-Клеебургской. У супругов родилось девять детей:
- Леопольд Карл (1670)
- Фридрих Альберт (1672—1673)
- София Элеонора (1674—1711), канонисса Гандерсгеймского монастыря
- Клаудия Элеонора (1675—1676)
- Август Фердинанд (1677—1704), генерал-майор
- Фердинанд Альбрехт II (1680—1735)
- Эрнст Фердинанд (1682—1746)
- Фердинанд Кристиан (1682—1706)
- Генрих Фердинанд (1684—1706), подполковник имперской армии, пал при осаде Турина